# David Bonnecarrère
Pour les articles homonymes, voir Bonnecarrère.
Pas d'image ? Cliquez ici

a Compétitions nationales et continentales officielles uniquement.

Dernière mise à jour le 27 septembre 2012.
David Bonnecarrère, né le 15 avril 1989, est un joueur français de rugby à XV évoluant au poste de troisième ligne aile. Il joue au sein de l'effectif du Stade bagnérais depuis 2012.